# Jamie Johnson (serie de televisión)
Jamie Johnson es una serie  de televisión infantil dramática británica basado en la temática fútbol transmitida originalmente por CBBC desde 2016. La serie sigue al personaje homónimo, interpretado por Louis Dunn  en la ficticia Escuela Kingsmount (filmada en Nottingham),  la cual también presenta cameos de jugadores famosos, como Gary Lineker, John Stones y Steven Gerrard.
Se basa en una serie de libros creados por Dan Freedman; en particular, el libro Born to Play, publicado en julio de 2016, fue escrito específicamente como una precuela de la serie.

## Argumento
Temporada uno: Jamie Johnson (Louis Dunn) es un adolescente que vive con su madre soltera (Emma Stansfield) y su abuelo (Tim Dantay) obsesionado con el fútbol, y fanático de Hawkstone United, con el equipo rival Foxborough United. Al unirse al equipo de la escuela, Johnson se hace amigo de la jugadora Jack Marshall (Lenna Gunning Williams) y la mascota Hugo "Boggy" Bogson. Durante la primera temporada de la serie, Johnson se retira del equipo, después de no poder controlar su ira, cuando descubre que su padre tiene una segunda familia secreta. Al volver a ganar su lugar en el equipo, Johnson también tiene la oportunidad de penalizar al arquero de Hawkstone F.C, Leon Tibbs, donde anota un tiro desde arriba.
Con su patada aérea convirtiéndose en un video viral, Johnson comienza a actuar como una celebridad, pero casi le cuesta a su equipo su lugar en el torneo regional. El jugador rival en su equipo Dillon Simmonds (Patrick Ward) gana un lugar en la Academia Hawkstone a expensas de Johnson. Jamie está suspendido de la escuela durante una semana y no se le permite entrenar por herir al nieto de Hansard, Harry. Finalmente regresa y anota un hattrick que los lleva a la semifinal. Juegan la semifinal y pierden, sin embargo, Boggy sospechar cosas. La semifinal se repite y esta vez, Kingsmount gana y pasa a la final para jugar Thornlake School. A pesar de las amenazas de chantaje del capitán de la escuela rival, Jethro, Kingsmount se retira y pasa a un tiroteo donde Jamie anota el penal.
Temporada dos: Con su patada aérea convirtiéndose en un video viral, Johnson comienza a verse a sí mismo como una celebridad. Sin embargo, su arrogancia casi le cuesta a su equipo su lugar en el torneo regional después de que él falla una penal al estilo "panenka".
Jamie descubre que existe una fricción entre su abuelo, Mike Johnson, y su entrenador, Hilary Hansard, debido al hecho de que Mike terminó involuntariamente la carrera de Hansard debido a un mal tackle, cuando ambos eran futbolistas juveniles prometedores. Después de escuchar esta historia, Dillon Simmonds (Patrick Ward) y Harry Hansard, nieto de Hilary Hansard, el entrenador, presurizan a Jamie, intentando fusionar su temperamento, lo que lo vería suspendido y expulsado del equipo. Como resultado, Johnson entabla una rivalidad con Simmonds.
Después de impresionar en un partido, Dillon gana un lugar en la Academia Hawkstone a expensas de Johnson. Después de herir deliberadamente, Harry Jamie es suspendido de la escuela por una semana y se le prohíbe asistir al entrenamiento.
Al regresar de su suspensión, Johnson lleva a un débil equipo Kingsmount a la victoria en los cuartos de final. La mayoría de los cuales estaban cansados de una fiesta celebrada la noche anterior. Esta fiesta fue organizada por Michel Bernard, hijo de Reymondo Bernard, un futbolista extremadamente talentoso que juega para Hawkstone. A pesar de que las habilidades futbolísticas de Michel en realidad son muy débiles, Hansard insiste en jugarlo en el equipo, para sorpresa de Jack (Lenna Gunning Williams), que intentaba desesperadamente mostrar sus talentos en el jardín. Jack sospecha que Hansard le está haciendo trabajar mucho más duro, solo por su género.
Ian Reacher, el padre de Jamie, regresa y afirma que tiene un compañero en Hawkstone que puede llevar a Jamie a juicio. Esto resultó ser una mentira, y Jamie pierde la confianza en su padre nuevamente. Pronto se menciona que Hawkstone estaba considerando ofrecerle a Jamie un juicio, pero se negó debido a su temperamento.
En las semifinales, Kingsmount son derrotados. Sin embargo, después de revisar el metraje, Boggy descubre que sus oponentes estaban haciendo trampa, presentando a un jugador no elegible. Se repite la semifinal y gana Kingsmount.
Michel y Jack desarrollan sentimientos el uno por el otro, para celos de Jamie. Sin embargo, después de que el padre de Michel sufre una lesión grave en un partido de Hawkstone, al que asistieron Michel y Jack, y Jamie, Mike y Jeremy (que intentaban unirse más cerca de Jamie), los Bernard vuelan de regreso a Francia, dejando a Jack con el corazón roto. Ella huye de la escuela con la esperanza de despedirse de él, pero no lo hace y es detenida.
Mientras tanto, Boggy parece haberse enamorado de una chica, llamada Nancy, a través de una aplicación de citas. Acuerdan reunirse, sin embargo, la fecha pronto se descubrió que fue creada por Dillon Simmonds y Harry Hansard, quienes filman y se burlan de Boggy sentado solo. Publican el video en línea y se vuelve popular. Aunque lo disfrutó al principio, el capitán de Westfield High, los oponentes de Kingsmount en la final, Jethro Stevenson, chantajea a Dillon Simmonds, declarando que, si no lanza la final, le mostraría el video al gerente de la Academia Hawkstone, que lo haría casi con certeza resultan en que Dillon sea expulsado de la academia, ya que tienen "tolerancia cero en cualquier toro".
La final se celebra en St. George's Park, y Kingsmount se enfrenta a Thornlake School. Después de un comienzo malo, principalmente debido a que Dillon deliberadamente no lo intentó, Hansard le da al equipo una conversación tensa. Dillon admite a Jamie y Jack que fue chantajeado. Lo convencen de lidiar con la situación después y de jugar lo mejor que pueda en la segunda mitad. Como resultado, Kingsmount presenta una remontada notable, obligando a que el juego se decida a través de la tanda de penaltis. Kingsmount sale victorioso, después de que Jamie anota el penal ganador. La serie termina con Jamie ofreciéndose un lugar en la academia Foxborough
Temporada tres: las dos escuelas se fusionan en una, y los jugadores rivales se ven obligados a encontrarse en la misma escuela. Sin embargo, después de salir de la copa en la primera ronda, el equipo de la escuela se separa, obligando a Marshall junto con los otros jugadores a crear su propio club, Phoenix FC. Johnson gana con éxito un lugar en una academia, pero para Foxborough, y deja la academia. debido a no poder jugar para otros clubes, con Simmonds siendo expulsado de la Academia Hawkstone por su actitud. Debido a que Johnson está en el equipo, el equipo obtiene el patrocinio de "Tenjin", que gasta dinero en el club, siendo utilizado como academia para un club que no pertenece a la liga. Debido a esto, Jamie es recibido por Luis Suárez.
Temporada cuatro: sigue a Phoenix mientras el equipo jugaba en un torneo internacional en la Copa Gothia. El equipo alcanzó con éxito la semifinal, pero perdió después de que Johnson falló deliberadamente un penal, luego de sentir que no era merecido. Esto salvó al club de la administración y pidió que Johnson fuera llamado al primer equipo para la siguiente temporada.
Temporada cinco: Jamie firma para Hawkstone United, el equipo que apoya, a los 16 años, pero después de un accidente automovilístico que involucró a su padre, la carrera de Jamie está en serias dudas. A pesar de extrañar a Jamie del equipo, Phoenix continúa ganando la final con un nuevo jugador llamado Kat que se agrega al equipo para obtener ayuda, mientras que al final de la final, a Dillon se le ofrece una prueba para Foxborough, que también es el equipo que él ayuda. Dillon le comenta a Eliot que es gay y debido a esto su padre lo echa de la casa. Dillon se queda temporalmente con Alba y Ruby, quienes están preocupados, ya que temen que puedan ser reemplazados como hijos adoptivos por sus padres adoptivos. Sin embargo, este no es el caso, y sus dos madres las adoptan oficialmente. La lesión de Jamie requiere que trabaje durante más de seis meses antes de tener la posibilidad de jugar al fútbol nuevamente. Molesto, toma una preocupante adicción a los juegos. En uno de sus partidos, se enfrenta a un oponente misterioso, bajo el nombre de usuario "JetPack11".
Mientras tanto, los planes de Freddie para pasar un día divertido, a fin de ayudar a reparar su amistad con Eric y Alba, se ven frustrados, cuando Eric trae a una nueva amiga, llamada Aisha. Afirma que son "solo amigos" y, al descubrir que siente algo por ella, Freddie planea invitarla a salir.
Como resultado de que los exploradores se pierdan la final, Zoe planea un partido especial solo para chicas, para mostrarle al entrenador de Hawkstone que hay futbolistas talentosas en el área. Zoe devuelve sutilmente el colgante a Kat, pero Kat sospecha de inmediato que Zoe lo había robado y la obliga a admitirlo. De todos modos, ella la perdona y, después de impresionar en el partido, a ambas se les ofrecen lugares en el equipo femenino de Hawkstone.
Jamie depende de Boggy para ayudarlo a calificar para un gran torneo de Esports, para gran preocupación de su madre y su abuelo. Boggy acepta ayudar, logran clasificarse. Sin embargo, Jamie se vuelve más dependiente, haciendo que Boggy se dé cuenta de que está haciendo demasiadas tareas; Freddie le pide que filme un blog, Alba lo presiona para que adquiera sus tácticas para el decisivo descenso decisivo del U13 y, como perfeccionista, está nervioso por recibir sus resultados de nivel A de matemáticas, a pesar de que les llevó dos años temprano. Boggy tiene un gran ataque de pánico debido a la sobrecarga de trabajo, lo que causa un estrés extremo. Se recupera sin problemas y descubre que, al contrario de lo que predijo, aprobó su examen con una C. Lo tomó como positivo, calificándolo de "calentamiento" para la realidad. Su salud mental mejora gradualmente. El decisivo de descenso del U13 está dominado por Eric y Freddie, claramente distraídos por la presencia de Aisha, ambos tratando de impresionarla. Solo pueden gestionar un empate, sin embargo, los resultados en otros lugares garantizan su seguridad.
Jamie y Mike asisten al torneo de eSports, perdiéndose una sesión de rehabilitación con Hawkstone en el proceso. A ellos se une el padre de Jamie, quien alienta a Mike a decirle a Jamie que no puede asistir debido a que "él está resfriado". Se revela que JetPac11 es Jethro Stevenson, que había recurrido a los juegos después de ser lanzado por Hawkstone. Tanto Jethro como Jamie llegan a la final del torneo, que se celebra otro día, en el O2 Arena. Mike le dice a Jamie que Howard Royale ha descubierto que mintió acerca de un resfriado y que en realidad está en el torneo de juegos, y ha rescindido su contrato.
Aisha le dice a Eric que ha descubierto sus sentimientos por ella, pero también se da cuenta del daño que está causando a la amistad entre Freddie, Eric y Alba. Como consecuencia, ella dice que dará un paso atrás para pasar el rato con ellos.

## Concepto
El programa se basa en una serie de libros creados por Dan Freedman sobre un futbolista escolar que experimenta problemas familiares. En julio de 2016 se publicó el libro "Born to Play". Como precuela de la serie, estableciendo el personaje principal, Jamie Johnson, y sus padres separados.

## Elenco
| Actor                  | Personaje                  | Temporadas | Temporadas | Temporadas | Temporadas | Temporadas | Temporadas |
| Actor                  | Personaje                  | 1          | 2          | 3          | 4          | 5          |            |
| ---------------------- | -------------------------- | ---------- | ---------- | ---------- | ---------- | ---------- | ---------- |
| Louis Dunn             | Jamie Johnson              | Principal  | Principal  | Principal  | Principal  | Principal  |            |
| Emma Stansfield        | Karen Johnson              | Principal  | Principal  | Principal  | Principal  | Principal  |            |
| Tim Dantay             | Mike Johnson               | Principal  | Principal  | Principal  | Principal  | Principal  |            |
| Patrick Ward           | Dillon Simmonds            | Principal  | Principal  | Principal  | Principal  | Principal  |            |
| Jonnie Kimmins         | Hugo 'Boggy' Bogson        | Principal  | Principal  | Principal  | Principal  | Principal  |            |
| Olivia Lava            | Jack Marshall              | Principal  |            |            |            |            |            |
| Lenna Gunning Williams | Jack Marshall              |            | Principal  | Principal  | Recurrente | Recurrente |            |
| Theo Chapman           | Harry Hansard              | Principal  | Principal  |            |            |            |            |
| Brian Bovell           | Mr Hillary Hansard         | Principal  | Principal  | Principal  |            |            |            |
| Millie Gibson          | Indira Cave                |            | Principal  | Principal  |            |            |            |
| Lucy Speed             | Ms Savage                  |            | Principal  | Principal  |            |            |            |
| Miles Wallace          | Jethro Stevenson           |            | Recurrente | Principal  |            |            |            |
| Ellie Daley            | Nancy                      |            | Recurrente | Principal  | Invitado   |            |            |
| William Fox            | Ian Reacher                |            | Recurrente | Recurrente | Principal  | Principal  |            |
| Jermaine Johnson       | Walter 'Wozza' Worthington |            |            | Principal  | Recurrente |            |            |
| Maddie Murchinson      | Zoe Moore                  |            |            | Principal  | Principal  | Principal  |            |
| Glen Wallace           | Duncan Jones               |            |            |            | Principal  | Principal  |            |
| Thanyia Moore          | Molly Sinkamba             |            |            |            | Principal  |            |            |
| Morgan Hudson          | Eric                       |            |            |            | Principal  | Principal  |            |
| Keaton Edmund          | Freddie                    |            |            |            | Principal  | Principal  |            |
| Elena Cole             | Alba                       |            |            |            | Principal  | Principal  |            |
| Ellie Botterill        | Sienna Jones               |            |            |            | Principal  |            |            |
| Haydn Craven           | Liam Simmonds              |            |            |            | Principal  | Principal  |            |
| Zoe Hall               | Ruby                       |            |            |            | Principal  | Principal  |            |
| Rhys ap William        | Howard Royle               |            |            |            | Invitado   | Recurrente |            |
| Noa Thomas             | Archie Royle               |            |            |            |            | Recurrente |            |
| Laquarn Lewis          | Elliot                     |            |            |            |            | Principal  |            |
| Amaya Navarro          | Kat Clayton                |            |            |            |            | Principal  |            |
| Mali Tudno Jones       | Becky                      |            |            |            |            | Recurrente |            |
| Leona Sinama Pongolle  | Aisha                      |            |            |            |            | Recurrente |            |

## Episodios
| Temporada | Temporada | Episodios | Episodios | Emisión original    | Emisión original    |
| Temporada | Temporada | Episodios | Episodios | Primera emisión     | Última emisión      |
| --------- | --------- | --------- | --------- | ------------------- | ------------------- |
|           | 1         | 3         | 3         | 8 de junio de 2016  | 8 de junio de 2016  |
|           | 2         | 10        | 10        | 5 de abril de 2017  | 7 de junio de 2017  |
|           | 3         | 10        | 10        | 5 de abril de 2018  | 7 de junio de 2018  |
|           | 4         | 14        | 14        | 11 de abril de 2019 | 29 de junio de 2019 |
|           | 5         | 13        | 13        | 7 de mayo de 2020   | 30 de julio de 2020 |